# Condescendência criminosa
Condescendência criminosa, de acordo com o descrito no Código Penal, "Deixar o funcionário, por indulgência, de responsabilizar subordinado que cometeu infração no exercício do cargo ou, quando lhe falte competência, não levar o fato ao conhecimento da autoridade competente:"
Pena - Detenção, de 15 (quinze) dias a 1 (um) mês, ou multa.
Na Administração Pública, o funcionário deve ser cumpridor da lei e para tal, há a presença do poder disciplinar e hierárquico que formam um conjunto de atribuições para preservar o andamento das atividades administrativas sob o manto da legalidade. O crime de condescendência criminosa prevê como agente ativo o superior que deixar de responsabilizar o subordinado infrator por indulgência, bem como aquele agente que embora tenha status de superior não tem competência para punir, entretanto tem a obrigação de informar a autoridade competente os atos praticados por aquele funcionário público. Portanto, este crime visa punir o agente superior hierárquico que não responsabilizou subordinado que cometeu a infração, não se aplicando ao subalterno ou funcionário de mesma hierarquia que não levou o fato ao conhecimento da autoridade competente. Faz-se necessária a ascendência hierárquica.
Não admite tentativa.